# Karl Adolph Gjellerup
Karl Adolph Gjellerup (Præstø, Dánia, 1857. június 2. – Klotzsche, Németország, 1919. október 13.) dán költő, regényíró. 1917-ben honfitársával, Henrik Pontoppidannal megosztva irodalmi Nobel-díjjal tüntették ki. Időnként Epigonos álnéven publikált. „Erősen intellektuális, sőt kissé tudálékos író, regényeiben is szereti kiteregetni jártasságát a filozófia és a misztika dolgaiban.”

## Életpályája
Gjellerup egy sjællandi lelkész fia volt, és nemzeti romantikus, idealista légkörben nőtt fel. Az 1870-es években szakított ezzel a háttérrel, és lelkes követője lett a naturalista mozgalomnak és Georg Brandesnek, merész regényeket írva a szabad szerelemről és az ateizmusról. Mivel gyökerei erős hatással voltak rá, fokozatosan elhagyta Brandes irányvonalát, 1885-ben végleg szakított a naturalistákkal, és az új romantikus irányzathoz csatlakozott. Életének központi vonala volt németbarát elkötelezettsége: közel érezte magát a német kultúrához (felesége német volt), és 1892-ben Németországban telepedett le, ami Dániában minden politikai oldalon népszerűtlenné tette. Az évek múltával teljesen azonosult a Német Birodalommal, beleértve 1914-1918-as háborús céljait is.
Művei között meg kell említeni legfontosabb regényét, A német diákot (Germanernes Lærling, 1882), egy részben önéletrajzi ihletésű személyiségfejlődési történetet, amely egy fiatalember életútját mutatja be miközben konformista teológusból németbarát ateistává válik. Néhány wagneriánus drámája bemutatja növekvő romantikus érdeklődését. Fontos műve még A malom (Møllen, 1896) című regénye, egy sötét melodráma szerelemről és féltékenységről.

## Magyarul megjelent művei
- A zarándok Kámanita. Legendás regény; ford. Baktay Ervin; Athenaeum, Bp., 1922 (Híres könyvek)
- Arkádiai legenda; ford. Balassa József; Lampel, Bp., 1923 (Magyar könyvtár)
- A titokzatos Indiában. A zarándok Kármanita. Legendás regény, 1-2.; ford., bev. Baktay Ervin; Athenaeum, Bp., 1927 k. (Athenaeum olcsó könyvei)

## Fordítás
- Ez a szócikk részben vagy egészben a Karl Adolph Gjellerup című angol Wikipédia-szócikk ezen változatának fordításán alapul.  Az eredeti cikk szerkesztőit annak laptörténete sorolja fel. Ez a jelzés csupán a megfogalmazás eredetét és a szerzői jogokat jelzi, nem szolgál a cikkben szereplő információk forrásmegjelöléseként.